# Piercia ciliata
Piercia ciliata là một loài bướm đêm trong họ Geometridae.